# Formalisme de Newman-Penrose
El formalisme de Newman-Penrose (NP) és un conjunt de notació desenvolupat per Ezra T. Newman i Roger Penrose per a la relativitat general (GR). La seva notació és un esforç per tractar la relativitat general en termes de notació d'espinos, que introdueix formes complexes de les variables habituals utilitzades en GR. El formalisme NP és en si mateix un cas especial del formalisme tètrade, on els tensors de la teoria es projecten sobre una base vectorial completa en cada punt de l'espai-temps. En general, aquesta base vectorial s'escull per reflectir certa simetria de l'espai-temps, donant lloc a expressions simplificades per a observables físics. En el cas del formalisme NP, la base vectorial escollida és una tètrada nul·la: un conjunt de quatre vectors nuls: dos reals i un parell complex-conjugat. Els dos membres reals sovint apunten de manera asimptòtica radialment cap a dins i radialment cap a fora, i el formalisme està ben adaptat al tractament de la propagació de la radiació en l'espai-temps corbat. Sovint s'utilitzen els escalars de Weyl, derivats del tensor de Weyl. En particular, es pot demostrar que un d'aquests escalars— {\displaystyle \Psi _{4}} en el marc adequat: codifica la radiació gravitatòria sortint d'un sistema asimptòticament pla.
Newman i Penrose van introduir les següents funcions com a magnituds primàries utilitzant aquesta tètrada:
- Dotze coeficients de spin complexos (en tres grups) que descriuen el canvi en la tètrada d'un punt a un altre: {\displaystyle \kappa ,\rho ,\sigma ,\tau \,;\lambda ,\mu ,\nu ,\pi \,;\epsilon ,\gamma ,\beta ,\alpha .}
- Cinc funcions complexes que codifiquen tensors de Weyl a la base de la tètrada: {\displaystyle \Psi _{0},\ldots ,\Psi _{4}}
- Deu funcions que codifiquen tensors de Ricci en la base de la tètrada: {\displaystyle \Phi _{00},\Phi _{11},\Phi _{22},\Lambda } (real);  {\displaystyle \Phi _{01},\Phi _{10},\Phi _{02},\Phi _{20},\Phi _{12},\Phi _{21}} (complex).

En moltes situacions —especialment espais-temps algebraicament especials o espai-temps al buit—, el formalisme de Newman-Penrose es simplifica dràsticament, ja que moltes de les funcions van a zero. Aquesta simplificació permet provar diversos teoremes més fàcilment que utilitzar la forma estàndard de les equacions d'Einstein.
En aquest article, només utilitzarem la versió tensorial en lloc de la versió espinorial del formalisme NP, perquè la primera és més fàcil d'entendre i més popular en els articles rellevants.

## Equacions d'Einstein–Maxwell–NP
En una tètrada nul·la complexa, les identitats de Ricci donen lloc a les següents equacions de camp NP que connecten coeficients de spin, escalars de Weyl-NP i Ricci-NP (recordem que en una tètrade ortogonal, els coeficients de rotació de Ricci respectarien les equacions d'estructura primera i segona de Cartan),
These equations in various notations can be found in several texts.:46–47(310(a)-(r)) The notation in Frolov and Novikov  is identical.